# Noctuana haematospila
Noctuana haematospila é uma espécie do gênero Noctuana.  